# Jan van Bijlert
Jan van Bijlert či Jan Hermansz. van Bijlert (1597 nebo 1598 Utrecht – listopad 1671 Utrecht) byl nizozemský malíř Zlatého věku, jehož styl byl v začátcích ovlivněn italským malířem Caravaggiem.

## Životopis
Jan van Bijlert se narodil v Utrechtu. Jeho otec Herman Beernts van Bijlert pracoval jako umělec vytvářející vitráže. Je tedy možné, že Jan van Bijlert se základům umění učil u svého otce. Malbu studoval u Abrahama Bloemera. Stejně jako ostatní malíři z Utrechtu cestoval po Francii a Itálii. V roce 1621 byl společně s Cornelisem van Poelenburghem a Willemem Molijnem zakládajícím členem kruhu holandských a vlámských umělců v Římě, známých jako Bentvueghels. Členové spolku dostávali při přijetí přezdívku, van Bijlertova přezdívka byla „Aeneas“.
V roce 1625 se vrátil do Utrechtu, kde se oženil s Margritou Kemingsovou a připojil se k schutterij, což byla dobrovolná městská stráž či občanská milice ve středověkém a raně novověkém Nizozemsku. V roce 1630 se stal členem utrechtského malířského cechu sv. Lukáše a reformované církve. V letech 1632–1637 působil jako děkan cechu sv. Lukáše a v roce 1634 byl jmenován regentem bratrstva Sint-Jobsgasthuis. Zemřel v Utrechtu v roce 1671.

## Dílo
Jan van Bijlert byl velice plodným malířem. Zanechal po sobě asi 200 obrazů. Po návratu z Říma on, stejně jako jiní utrechtští umělci, kteří přišli do styku s Caravaggiovým dílem, malovali ve stylu odvozeném od tohoto malíře. Tito umělci z Utrechtu jsou označováni jako Utrechtští Caravaggisti. Caravaggiský styl raných obrazů van Bijlerta se projevuje využitím kontrastu mezi světlými a temnými tóny k modelování trojrozměrných forem. Tímto způsobem se mu dařilo vytvářet výsledný dramatický efekt.
Okolo roku 1630 se van Bijlert vrátil ke klasičtějšímu stylu, pravděpodobně pod vlivem Cornelise van Poelenburgha. Jeho barvy se staly lehčími a jemnějšími. K jeho oblíbeným námětům patřily náboženské scény, žánrové scény a také portréty významných měšťanů a šlechticů. Mnohé jeho práce jsou podobné pracím utrechtského malíře Jacoba Ducka.
Jeho žáky byli Bartram de Fouchier, Ludolf Leendertsz de Jongh, Johannes de Veer, Mattheus Wijtmans a Abraham Willaerts.

## Galerie

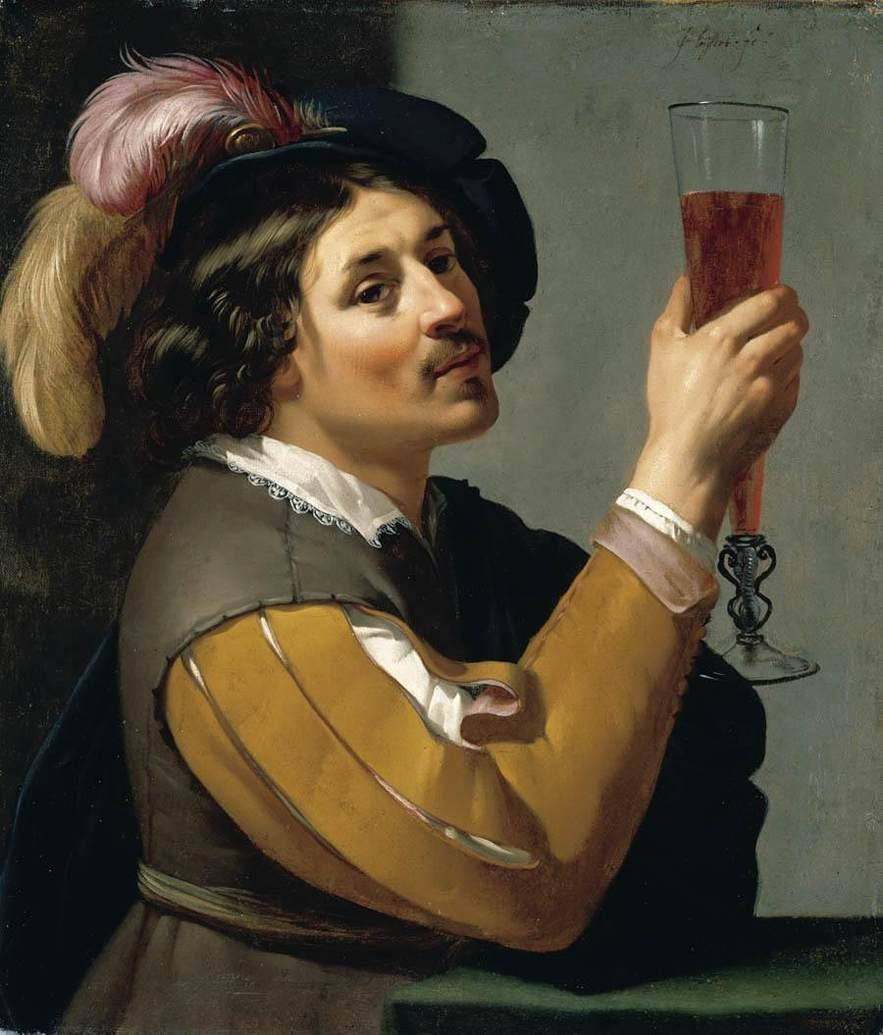
Piják vína (1625)
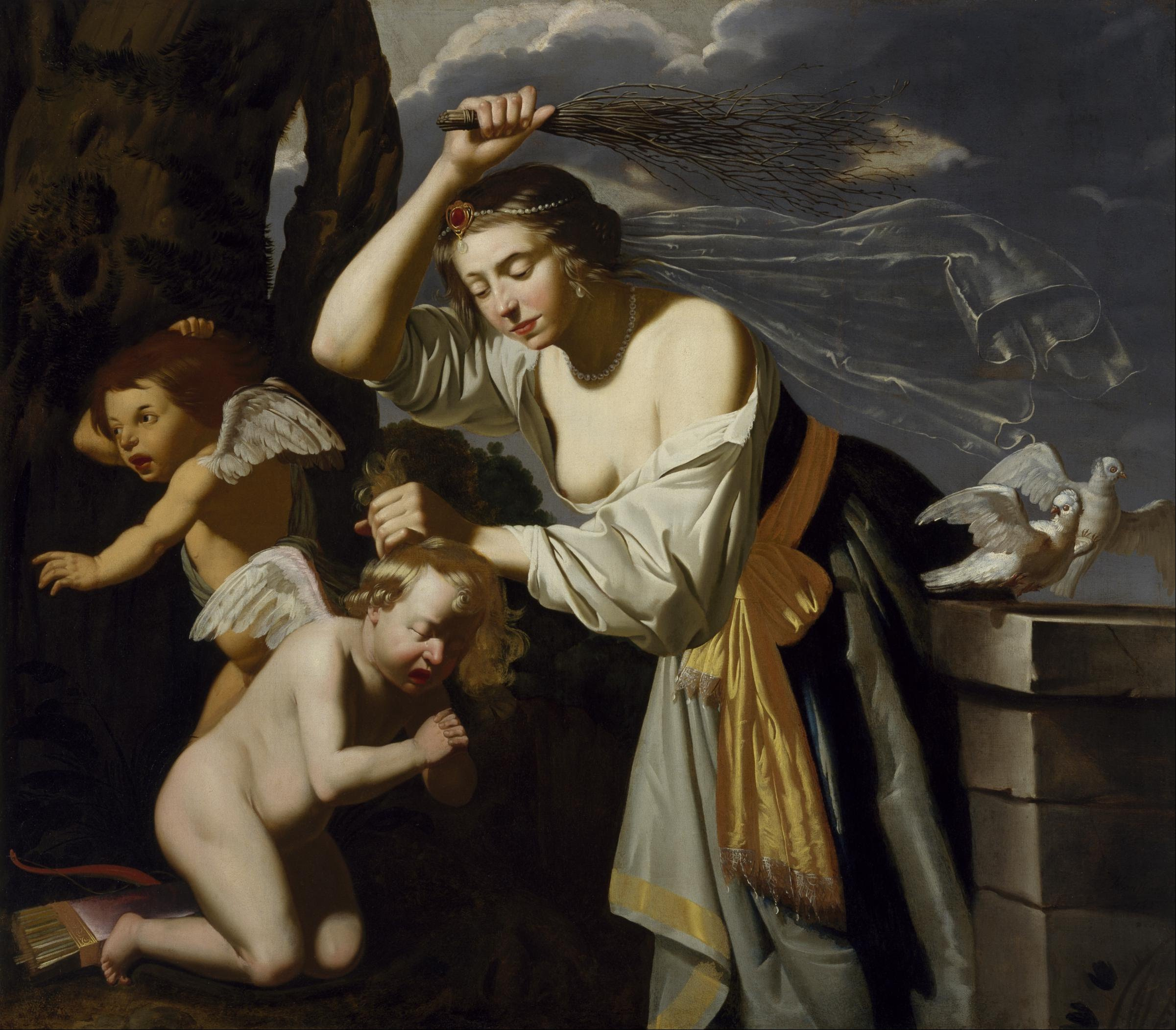
Venuše trestající Cupida
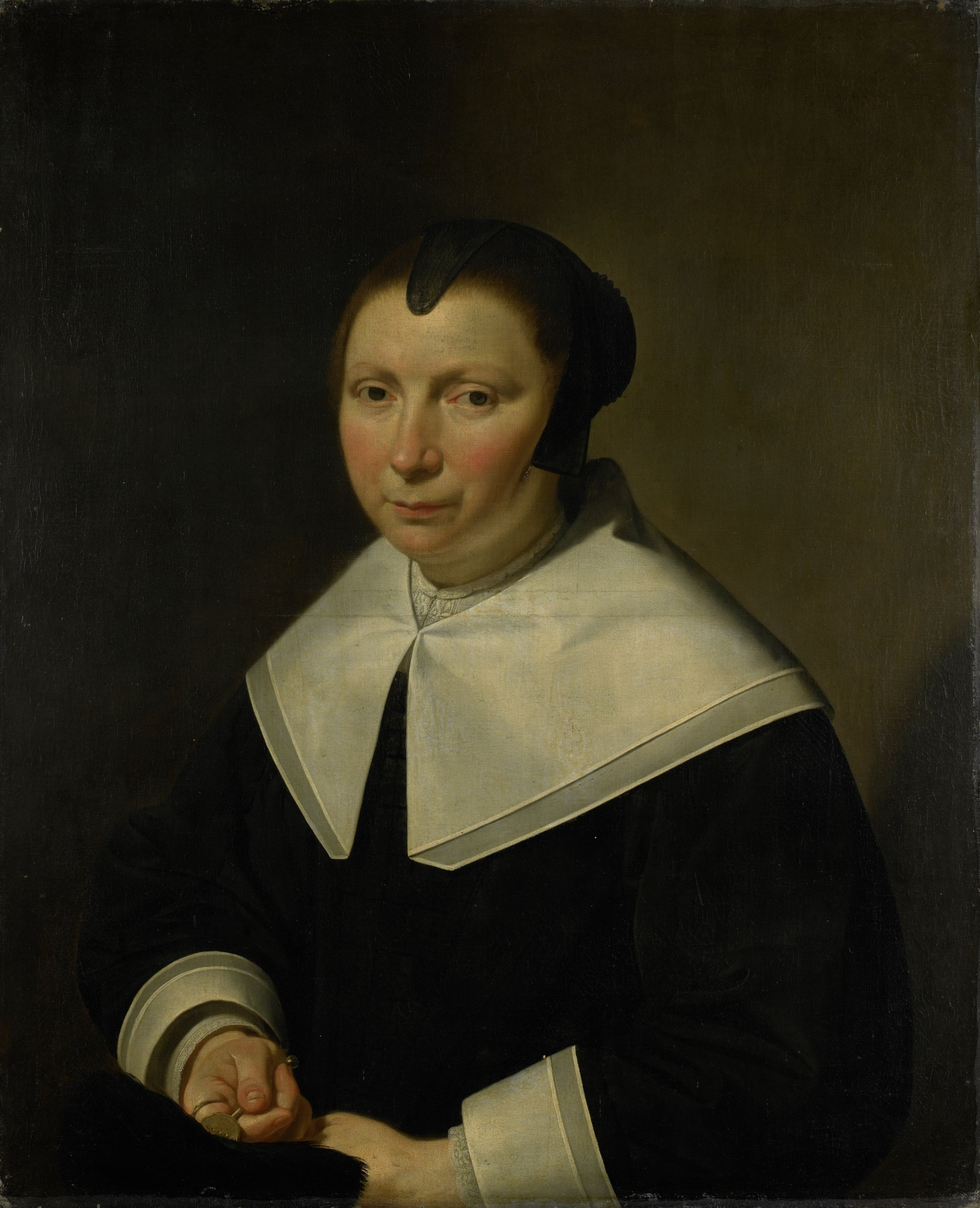
Portrét ženy
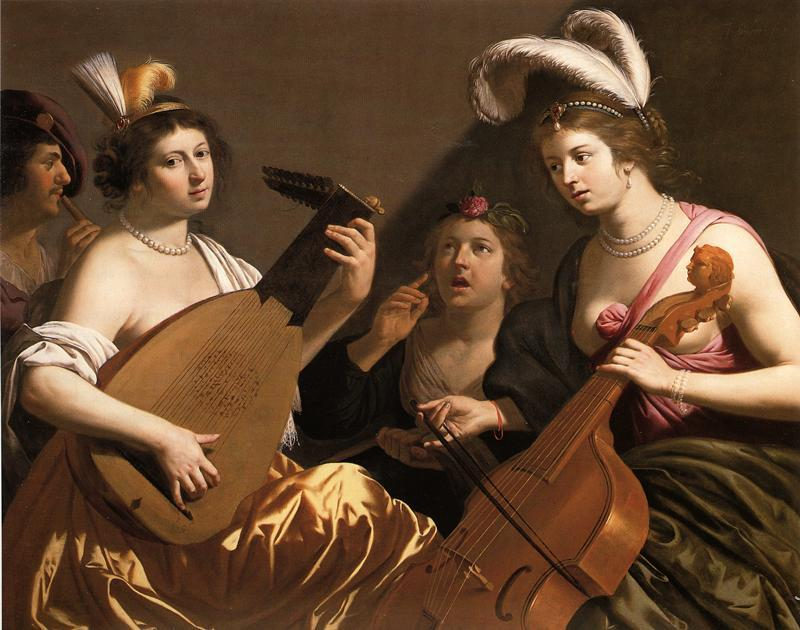
Koncert
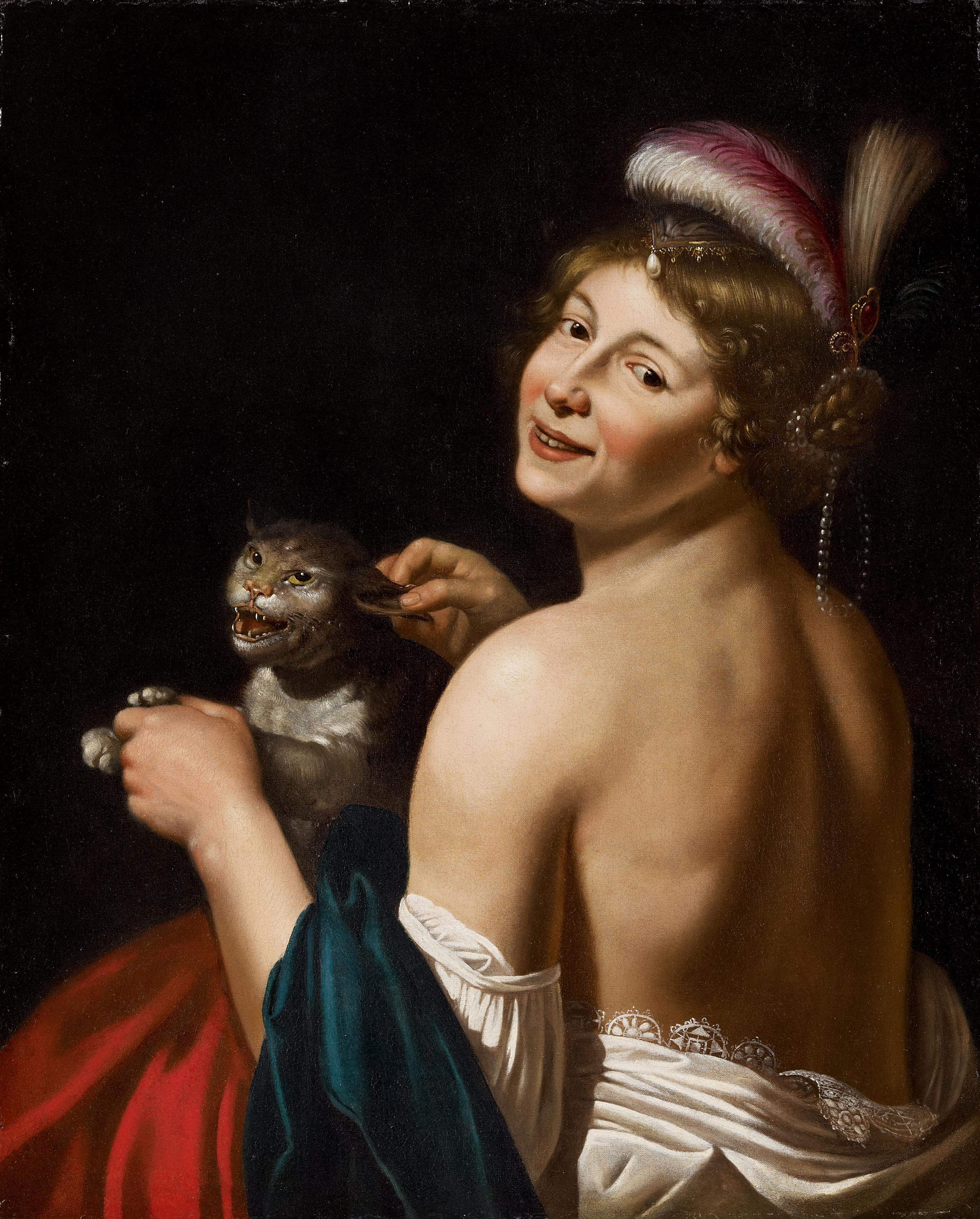
Kurtizána a její kočka